# پسر (فیلم ۱۹۶۹)
پسر (انگلیسی: Boy) فیلمی به کارگردانی ناگیسا اوشیما است که در سال ۱۹۶۹ منتشر شد.